# توماس كاردونا
توماس كاردونا (بالإسبانية: Tomás Cardona)‏ (10 أكتوبر 1995 في الأرجنتين - ) هو لاعب كرة قدم أرجنتيني في مركز الدفاع. لعب مع نادي سان لورينزو.

## وصلات خارجية
- توماس كاردونا على موقع قاعدة بيانات كرة القدم.إي يو (الإنجليزية)
- توماس كاردونا على موقع Soccerway.com (الإنجليزية)
- توماس كاردونا على موقع AS.com (الإسبانية)